# 錦部郡
- 令制国一覧 > 畿内 > 河内国 > 錦部郡
- 日本 > 近畿地方 > 大阪府 > 錦部郡

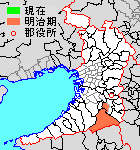
大阪府錦部郡の位置

錦部郡（にしごりぐん）は、かつて河内国・堺県・大阪府にあった郡。

## 郡域
1880年（明治13年）に行政区画として発足した当時の郡域は、下記の区域にあたる。
- 河内長野市の全域
- 富田林市の一部（概ね廿山、向陽台、美山台、宮甲田町、甲田、谷川町、川向町、西板持町、楠風台、彼方、伏見堂より南西[1]）

## 歴史

### 近世以降の沿革
- 「旧高旧領取調帳」に記載されている明治初年時点での支配は以下の通り[2]。●は村内に寺社領が、○は寺社除地[3]が存在。（49村）

| 知行         | 知行           | 村数 | 村名 |
| ------------ | -------------- | ---- | --- |
| 幕府領       | 幕府領         | 2村  | 伏山新田、西代村 |
| 幕府領       | 旗本領         | 4村  | ○横山村、○板持村、○高向村、上田村 |
| 藩領         | 近江膳所藩     | 17村 | ○加太新田、○市村新田、○市村、○上原村、惣作村、○下里村、○古野村、○石仏村、片添村、○上岩瀬村、新町村、下岩瀬村、唐久谷村、○加賀田村、●○天野山、○新家村、○伏見堂村 |
| 藩領         | 伊勢神戸藩     | 8村  | ○原村、○長野村、○日野村、清水村、天見村、流谷村、○鬼住村、●○寺元村                                                                                              |
| 藩領         | 河内狭山藩     | 3村  | ○嬉村、○小塩村、○河合寺村 |
| 藩領         | 膳所藩・狭山藩 | 6村  | 彼方村、○向野村、○滝畑村、○鳩原村、○太井村、○石見川村 |
| 藩領         | 神戸藩・狭山藩 | 1村  | ○小深村 |
| 幕府領・藩領 | 幕府領・膳所藩 | 3村  | ○甲田村、野村、○三日市村 |
| 幕府領・藩領 | 旗本領・膳所藩 | 2村  | 喜多村、○小山田村 |
| 幕府領・藩領 | 旗本領・狭山藩 | 3村  | ○錦郡村、○錦郡新田、○廿山村 |

- 慶応4年

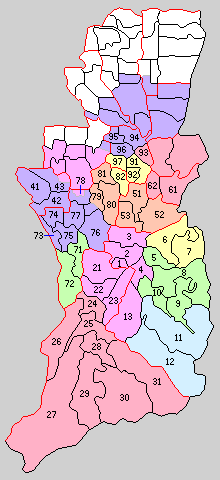
21.廿山村 22.錦部村 23.彼方村 24.市新野村 25.長野村 26.天野村 27.高向村 28.三日市村 29.加賀田村 30.天見村 31.川上村（下桃：富田林市 下赤：河内長野市 1 - 13は石川郡 41 - 43は八上郡 51 - 53は古市郡 61・62は安宿部郡 71 - 82は丹南郡 91 - 97は志紀郡）

  - 2月 - 幕府領・旗本領が大坂裁判所司農局の管轄となる。
  - 5月2日（1868年6月21日） - 大坂裁判所司農局の管轄地域が大阪府司農局の管轄となる。
  - 6月8日（1868年7月27日） - 大阪府司農局の管轄地域が大阪府南司農局の管轄となる。
- 明治2年
  - 1月20日（1869年3月2日） - 大阪府南司農局の管轄地域が河内県の管轄となる。
  - 8月2日（1869年9月7日） - 河内県の管轄地域が堺県の管轄となる。
  - 12月26日（1870年1月27日） - 狭山藩が廃藩。管轄地域が堺県の管轄となる。
- 明治3年2月27日（1870年3月28日） - 旧狭山藩領を除く堺県の管轄地域が五條県の管轄となる。
- 明治4年
  - 7月14日（1871年8月29日） - 廃藩置県により藩領が膳所県、神戸県の管轄となる。
  - 11月22日（1872年1月2日） - 第1次府県統合により、全域が堺県の管轄となる。
- 明治7年（1874年）1月22日 - 大区小区制の堺県での施行により、河内国第1大区となる。
- 明治8年（1875年） - 上岩瀬村・下岩瀬村が合併して岩瀬村となる。（48村）
- 明治13年（1880年）4月15日 - 郡区町村編制法の堺県での施行により、行政区画としての錦部郡が発足。古市郡古市村の真蓮寺に「古市郡役所」が設置され、同郡および石川郡・八上郡・安宿部郡・丹南郡・志紀郡とともに管轄。同日大区小区制廃止。古市郡役所はまもなく改称して「石川錦部八上古市安宿部丹南志紀郡役所」となる。
- 明治14年（1881年）2月7日 - 大阪府の管轄となる。
- 明治16年（1883年）
  - 郡役所が石川郡富田林村の興正寺別院に移転。
  - 野村・惣作村が合併して野作村となる。（47村）
- 明治19年（1886年） - 新町村が石仏村に合併。（46村）
- 明治22年（1889年）4月1日 - 町村制の施行により、下記の各村が発足。特記以外は全域が現・河内長野市。（11村）
  - 廿山村 ← 新家村、甲田村、廿山村、加太新田（現・富田林市）
  - 錦郡村 ← 錦郡村、錦郡新田、伏山新田（現・富田林市）
  - 彼方村 ← 彼方村、板持村、横山村、伏見堂村、嬉村（現・富田林市）
  - 市新野村 ← 市村、市村新田、向野村
  - 長野村 ← 西代村、長野村、古野村、野作村、原村、上原村
  - 天野村 ← 小山田村、下里村、天野山
  - 高向村 ← 高向村、日野村、滝畑村
  - 三日市村 ← 三日市村、上田村、喜多村、小塩村、片添村
  - 加賀田村 ← 加賀田村、石仏村、唐久谷村
  - 天見村 ← 天見村、清水村、岩瀬村、流谷村
  - 川上村 ← 寺元村、鬼住村、河合寺村、鳩原村、太井村、小深村、石見川村
- 明治29年（1896年）4月1日 - 郡制の施行のため、志紀郡三木本村を除く「石川錦部八上古市安宿部丹南志紀郡役所」が管轄する各郡の区域をもって南河内郡が発足。同日錦部郡廃止。

## 行政
古市郡長→堺県石川・錦部・八上・古市・安宿部・丹南・志紀郡長
| 代 | 氏名     | 就任年月日                | 退任年月日               | 備考         |
| -- | -------- | ------------------------- | ------------------------ | ------------ |
| 1  | 稲垣謙蔵 | 明治13年（1880年）4月16日 | 明治14年（1881年）2月6日 | 大阪府に移管 |

大阪府石川・錦部・八上・古市・安宿部・丹南・志紀郡長
| 代   | 氏名     | 就任年月日                | 退任年月日                | 備考                                                                                           |
| ---- | -------- | ------------------------- | ------------------------- | ---------------------------------------------------------------------------------------------- |
| 1    | 稲垣謙蔵 | 明治14年（1881年）2月7日  | 明治14年（1881年）4月14日 |                                                                                                |
| 2    | 増田濶   | 明治14年（1881年）4月14日 | 明治19年（1886年）5月3日  |                                                                                                |
| 3    | 弘道輔   | 明治19年（1886年）5月3日  | 明治25年（1892年）6月2日  |                                                                                                |
| 4    | 山口昌寿 | 明治25年（1892年）6月2日  | 明治26年（1893年）5月31日 |                                                                                                |
| 5    | 島田祐信 | 明治26年（1893年）5月31日 | 明治28年（1895年）5月11日 |                                                                                                |
| 代理 | 岡村亨   | 明治28年（1895年）5月11日 | 明治28年（1895年）7月10日 |                                                                                                |
| 6    | 深瀬和直 | 明治28年（1895年）7月10日 | 明治29年（1896年）3月31日 | 石川郡・八上郡・古市郡・安宿部郡・丹南郡および三本木村を除く志紀郡全域との合併により錦部郡廃止 |